# Absolut vodka
Az Absolut Vodka svéd vodkamárka, a V&S Group terméke, a dél-svédországi Skåne megyében, Åhus településen gyártják.
A 126 országban értékesített Absolut jelenleg a világ harmadik legnagyobb alkoholosital-márkája a Bacardi és a Smirnoff után. A legnagyobb exportpiac az Amerikai Egyesült Államok, ahol 2003-ban csaknem 73 millió litert adtak el.

## Történelem
Az Absolut vodka eredeti jogelődjét Lars Olsson Smith üzletember hozta létre 1879-ben Åhusban. Az 1970-es évekig nem vodkaként, hanem Absolut Rent Brännvin („abszolút tiszta (égetett) szesz”) néven címkézték. 1979-ben prémium nemzetközi márkaként pozicionálták, ekkor kapta az Absolut Vodka nevet.
2008 márciusában a svéd kormány eladta a VS Groupot a francia Pernod Ricard társaságnak.

## Fordítás
- Ez a szócikk részben vagy egészben az Absolut Vodka című angol Wikipédia-szócikk ezen változatának fordításán alapul.  Az eredeti cikk szerkesztőit annak laptörténete sorolja fel. Ez a jelzés csupán a megfogalmazás eredetét és a szerzői jogokat jelzi, nem szolgál a cikkben szereplő információk forrásmegjelöléseként.

## Külső hivatkozások
- Hivatalos honlap (angol)